# Borja (Saragosse)
Pour les articles homonymes, voir Borja.
Borja est une commune d’Espagne, dans la province de Saragosse, communauté autonome d'Aragon, comarque de Campo de Borja. Il a une superficie de 107 km2 avec une population de 5 076 habitants (INE 2023) et une densité de 47,12 habitants par km².

## Géographie
Borja est située à l'ouest de la province de Saragosse.

## Histoire
Ses origines remontent au Ve siècle av. J.-C. quand il y avait une population celtibère près des ruines du château actuel.
Après la conquête romaine (Ier siècle av. J.-C.) les établissements sont lancés sur les pentes de la colline, mais son point culminant a été au VIIIe siècle avec l'arrivée des musulmans. C'est à partir de ces terres que sont venus les Banu Qasi au IXe siècle.
Au XIIe siècle, Borja a été reconquise par les chrétiens et, aux XVe et XVIe siècles, elle est devenue une forteresse militaire contre les invasions de Castille, ayant reçu du roi Alphonse V d'Aragon le titre de Ville en 1438. Pendant le règne de Ferdinand et Isabelle ont été expulsés les Juifs, qui formaient une importante communauté de Borja.
Ces deux siècles ont représenté une période de prospérité pour le peuple, où ont été construits la plupart des monuments et des palais qui existent aujourd'hui. Les Borgia sont originaires de cette ville. Ils la quittent au XIIIe siècle afin de participer à la Reconquista de la ville de Xàtiva (royaume de Valence), où ils s'établissent une fois celle-ci prise.
Les XVIIe et XVIIIe siècles ont été des périodes de récession, de maladie et de sécheresse. Au XIXe siècle, la reprise économique a commencé et on a construit la ligne de chemin de fer Borja-Cortes, qui a contribué à la prospérité de la ville.
Au cours du XXe siècle, l'agriculture, base de l'économie de Borja, a perdu en importance et n'a pas profité de l'essor industriel qui a bénéficié à d'autres villes, de sorte que Borja a perdu peu à peu en importance économique et politique, et qu'une part importante de la population a dû émigrer à la recherche de nouvelles opportunités dans les zones industrielles.
Dans les dernières années du XXe siècle, Borja a consolidé son économie, grâce à la modernisation de son agriculture et à l'appellation d'origine contrôlée (Denominación de Origen) de ses vins. Elle a également vu la consolidation et la modernisation d'un secteur des services toujours en plein essor. L'activité industrielle, bien que débutante, commence à être mise en œuvre dans le parc industriel "Barbalanca", en favorisant l'inversion de la tendance au dépeuplement, car elle permet aux jeunes d'avoir un avenir sûr dans leur lieu d'origine.

## Démographie
| 1900  |  | 1920  |  | 1940  |  | 1950  |  | 1960  |  | 1970  |  | 1981  |  | 1991  |  | 1996  |  | 2002  |  | 2007  |  | 2008  |  | 2009  |  | 2010  |
| ----- |  | ----- |  | ----- |  | ----- |  | ----- |  | ----- |  | ----- |  | ----- |  | ----- |  | ----- |  | ----- |  | ----- |  | ----- |  | ----- |
| 5 701 |  | 5 058 |  | 5 068 |  | 4 972 |  | 4 381 |  | 3 991 |  | 4 069 |  | 3 859 |  | 4 174 |  | 4 313 |  | 4 653 |  | 4 838 |  | 5 030 |  | 5 042 |

## Lieux et monuments

### Collégiale de Santa Maria

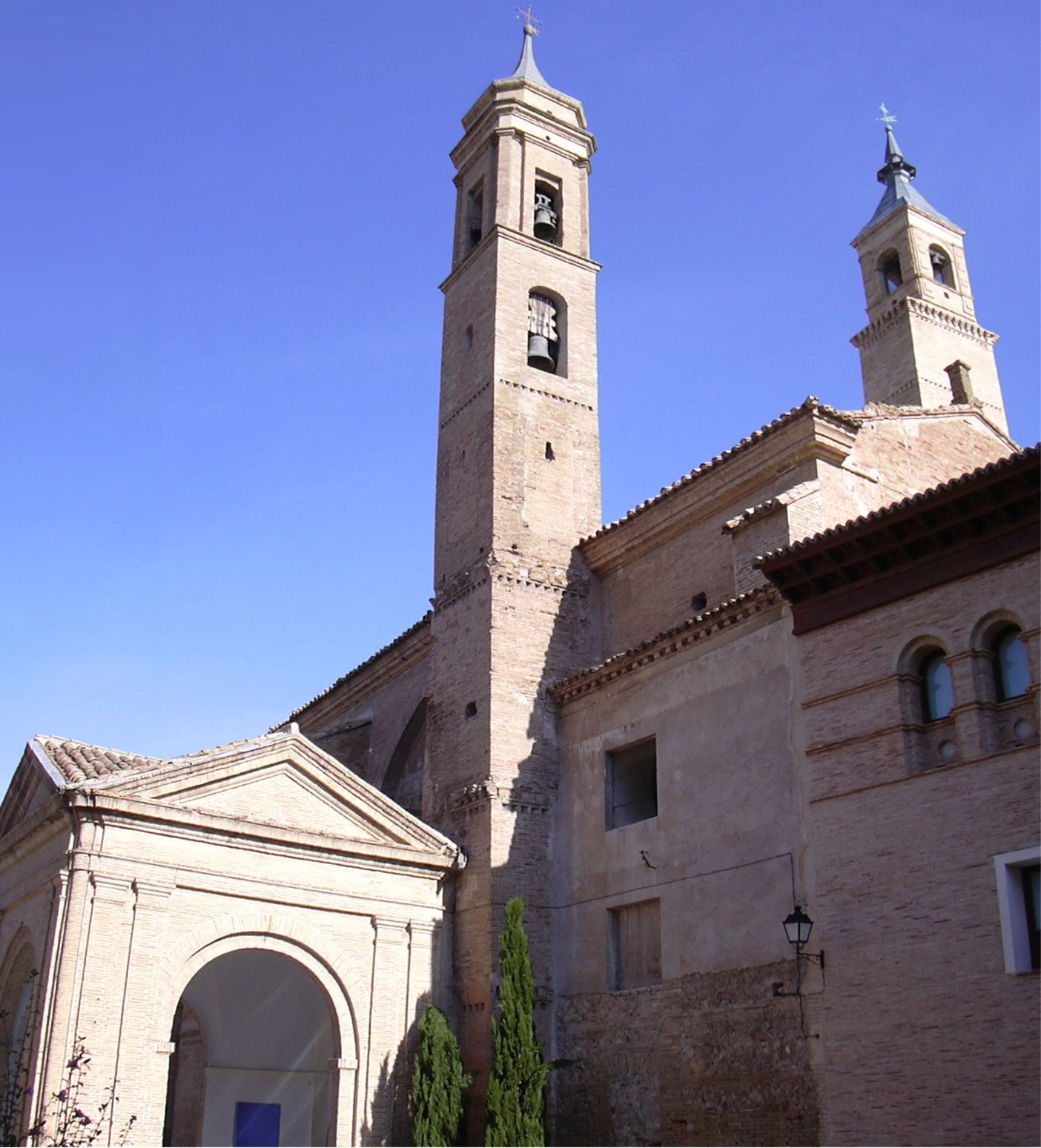
Collégiale de Santa María

Cette collégiale offre un mélange de styles divers, où le mudéjar domine à l'extérieur et le baroque à l'intérieur, avec aussi du roman (XIIe siècle), du gothique, et du classique français (XIXe siècle). Elle présente deux tours élancées. L'église, à nef simple, comporte une abside polygonale et une chapelle entre ses contreforts. Y sont remarquables le grand retable, l'orgue, et les panneaux gothiques de la sacristie. Le cloître fut construit au XVe siècle.

### Château et enceintes fortifiées
Le château et les enceintes fortifiées prennent leur origine dans la domination musulmane de la ville, particulièrement au XIIe siècle, en raison de la position stratégique du lieu au-dessus de la vallée de la Huecha. Il n'en reste que des ruines, ayant servi de site de récupération des pierres pour les bâtiments de la ville au cours des derniers siècles.

### Mairie
La maison communale est caractéristique de l'architecture aragonaise du XVIe siècle. C'est un édifice en briques, construit en 1534 par le maître d'œuvre local Anton de Veoxa.

### Autres monuments
- Couvent de la Concepción (Conception), XIIe siècle.
- Couvent de Santa Clara (sainte Claire), XVIIe siècle.
- Église Santo Domingo (saint Dominique), XVIIe siècle, aujourd'hui siège de l'Auditorium Municipal.
- Église San Miguel (saint Michel), aujourd'hui siège du musée Archéologique de Borja.
- Ermitage du Calvaire, 1566.
- Ermitage du Saint-Sépulcre, 1690, à 1,6 km du village.
- Ermitage San Jorge (saint George), XVIIe siècle.
- Musée Baltasar González, XVe siècle.
- Musée de la Collégiale, XVIe siècle.
- Place du Marché, avec sa galerie à arcades en plates-bandes.
- Sanctuaire de Notre-Dame de la Miséricorde, XVIe siècle, à 6 km du village, comprenant une église de style gothique tardif.
- le Ecce Homo, dans le Sanctuaire de Notre-Dame de la Miséricorde. Cette œuvre de 1930 est devenue une attraction touristique et un phénomène international à la suite de sa restauration désastreuse par une amatrice octogénaire en 2012.
- EcoCamping

## Personnalités
- Juan de Coloma (? - 1517), homme politique aragonais.
- Antonio María Herrero y Rubira (1714 - 1767), savant et écrivain des Lumières.
- Vicente Casanova y Marzol, (1854 - 1930), cardinal de l'Église catholique romaine.
- Juan José Nogués (1909 - 1998), joueur et entraîneur de football.
- Ramón Borobia Paños (1914 - 2009), compositeur et chef d'orchestre.

## Jumelage
- Jurançon (France)
- Lisle-sur-Tarn (France)